# Albert Wyckmans
Albert Wyckmans (12 septembre 1897 – 20 juin 1995) est un coureur cycliste belge. Il a remporté la médaille de bronze dans la course sur route par équipe aux jeux olympiques de 1920,,.

## Palmarès
- 1920
  -  Médaillé de bronze en route par équipe aux Jeux olympiques d'Anvers